# Hermann von Wissmann (Geograph)
Hermann von Wissmann (* 2. September 1895 in Etzweiler; † 5. September 1979 in Zell am See) war ein deutsch-österreichischer Arabienforscher und Professor für Geographie.

## Leben
Der Angehörige des Adelsgeschlechts von Wissmann und Sohn des Afrikaforschers Hermann von Wissmann, geboren 1895. Sein Studium in Jena, Gießen und München wurde durch Kriegsdienst (bei den Ulanen und Beobachter der Fliegertruppe, zuletzt als Leutnant der Reserve und im April 1917 schwer verwundet) unterbrochen. Er wurde 1924 bei Erich von Drygalski promoviert und trat zunächst mit einer Forschungsarbeit über das Bergbauernproblem im Ennstal hervor. Zwischen 1931 und 1939 unternahm er zusammen mit Daniel van der Meulen (1894–1989) mehrere Expeditionen nach Südarabien, das einer seiner Forschungsschwerpunkte sein sollte. Ab 1937 war er Mitglied der NSDAP. Er beschäftigte sich mit der antiken Geographie und Geschichte dieses Raums und entwickelte eine Chronologie des Alten Südarabien. Er gilt als wichtigster Verfechter der so genannten Langen Chronologie, welche die Anfänge des Sabäerreiches ins 8. Jahrhundert v. Chr. datiert.
Von Wissmann, der zeitweilig auch die südchinesische Provinz Yunnan erkundete, war einer der letzten Forschungsreisenden im Stil des zweiten Entdeckungszeitalters: Er unternahm lange Karawanenreisen, auf denen er mit Kompass und Schrittmaß arbeitete und das Gesehene mit dem Zeichenstift festhielt. Zuletzt, bis zu seiner Emeritierung im Jahr 1958, war er als Ordinarius für Geographie an der Universität Tübingen tätig. Sein umfangreicher, wissenschaftlicher Nachlass befindet sich zum Teil in der Universitätsbibliothek Tübingen (Handschriftenabteilung, Signaturen Md 1092 und Md 1093), sowie im Archiv für Geographie des Leibniz-Instituts für Länderkunde in Leipzig. Beigesetzt wurde er im Familiengrab in Tübingen, wo auch seine Gemahlin Bettina geborene Freiin von Rinaldini (1896–1980) und die 1979 gestorbene Adoptivtochter des Paares, Antonia Maierhöfer, ruhen.

## Ehrungen und Auszeichnungen
- Abzeichen für Beobachtungsoffiziere aus Flugzeugen (1914)
- Eisernes Kreuz (1914), II. und I. Klasse[3]
- Verwundetenabzeichen (1918)
- Ehrenkreuz für Frontkämpfer
- 1940 zum Mitglied der Leopoldina gewählt[4]
- 1944 Carus-Medaille der Leopoldina
- 1953 Silberne Karl-Ritter-Medaille der Gesellschaft für Erdkunde zu Berlin
- Karl-Sapper-Medaille für Tropenforschung der Geographischen Gesellschaft Würzburg
- Ehrenmitglied der Geographischen Gesellschaft München
- Ehrenmitglied der Geographischen Gesellschaft Wien
- 1976 Ehrendoktor der Philosophischen Fakultät der Universität Wien

## Veröffentlichungen
- Die bäuerliche Besiedlung und Verödung des mittleren Ennstales. Ein Beitrag zur Siedlungsgeographie der Ostalpen. In: Petermann’s Geographische Mitteilungen 3, 4 (1927), S. 65–69.
- Süd-Yünnan als Teilraum Südostasiens, Heidelberg u. a. 1943.
- mit Maria Höfner: Beiträge zur historischen Geographie des vorislamischen Südarabien (= Abhandlungen der geistes- und sozialwissenschaftlichen Klasse der Akademie der Wissenschaften und der Literatur in Mainz. Jahrgang 1952, Nr. 4). Verlag der Akademie der Wissenschaften und der Literatur in Mainz, Mainz 1953.
- Zur Geschichte und Landeskunde von Alt-Südarabien (Sammlung Eduard Glaser, Nr. III = Österreichische Akademie der Wissenschaften, philosophisch-historische Klasse, Sitzungsberichte, Band 246). Böhlau, Wien 1964.
- Arabien. Dokumente zur Entdeckungsgeschichte, Band l, Stuttgart 1965.
- Die Geschichte des Sabäerreiches und der Feldzug des Aelius Gallus, in: Hildegard Temporini (Hrsg.): Aufstieg und Niedergang der römischen Welt. II. Principat. Neunter Band, Erster Halbband, De Gruyter, Berlin, New York 1976, S. 308–544.
- Das Weihrauchland Sa’kalan, Samarum und Mos-cha, Wien 1977.
- Die Geschichte von Saba. II. Das Grossreich der Sabäer bis zu seinem Ende im frühen 4. Jahrhundert v. Chr. (Österreichische Akademie der Wissenschaften, Philosophisch-historische Klasse. Sitzungsberichte, Band 402, hg. von Walter W. Müller). Verlag der österreichischen Akademie der Wissenschaften Wien, Wien 1982, ISBN 3-7001-0516-9.